# Tågaborgsskolan
Tågaborgsskolan är en grundskola i Helsingborg som invigdes den 7 september 2013. Skolbyggnaderna är belägna på Hjälmshultsgatan 17, mellan stadsdelarna Tågaborg och Stattena i stadens norra delar. Tidigare låg här delar av Magnus Stenbocksskolan, som var i bruk mellan 1912 och 2013.

## Historik
Bygget av den Tågaborgsskolan påbörjades den 14 april 2011. Den 5 juni 2013 hölls den sista skoldagen på Magnus Stenbocksskolan och sommaravslutningen det året hölls istället på Tågaborgsskolan den 11 juni samma år. Invigningen av skolan ägde rum den 7 september 2013 med ett ballongsläpp där 600 ballonger släpptes upp i luften.